# Lituanos

Lituanos (em lituano:  lietuviai, singular lietuvis) formam o grupo étnico báltico nativo da Lituânia, onde totalizam pouco mais de três milhões de pessoas. Cerca pouco mais de um milhão de lituanos e descendentes vivem fora do país, em países como Estados Unidos, Brasil, Canadá, Colômbia, Rússia, Reino Unido e Irlanda. Seu idioma nativo é o lituano, uma das duas únicas integrantes ainda existentes da família báltica de idiomas. De acordo com censo realizado em 2001, 83,45% da população da Lituânia se identificaram especificamente como 'lituanos', 6,74% como poloneses, 6,31% como russos, 1,23% como bielorrussos e 2,27% como membros de outros grupos étnicos. A maior parte dos lituanos segue as tradições da Igreja Católica Romana, embora os Lietuvininkai, que viviam na parte norte da Prússia Oriental antes da Segunda Guerra Mundial, eram luteranos em sua maior parte.

## História
O território dos bálticos, que incluía a Lituânia atual, foi habitado desde eras pré-históricas por diversas entidades tribais bálticas, como os aukštaitianos, sudovianos, antigos lituanos, curônios, semigálios, selônios, samogitas, escálvios, prussianos (nadrúvios), de acordo com as fontes antigas[carece de fontes?]. Ao longo dos séculos, especialmente durante o período do Grão-Ducado da Lituânia, algumas destas tribos formaram a nação lituana, especialmente como forma de se defender das invasões da Ordem Teutônica e dos eslavos orientais[carece de fontes?]. Um dos últimos povos pagãos[carece de fontes?] da Europa, os lituanos eventualmente se converteram ao cristianismo em 1387.
O território habitado pelos lituanos diminuiu ao longo dos séculos; os lituanos já formaram a maior parte da população não só da Lituânia, mas também do noroeste da Bielorrússia, em grandes áreas do território do Oblast de Kaliningrado, na Rússia atual, e em partes das atuais Letônia e Polônia.
Existe, no entanto, uma teoria atual[carece de fontes?] que afirma que o idioma lituano era considerado como tendo pouco prestígio por determinados setores da sociedade lituana, e uma preferência pelo polonês se desenvolveu em alguns territórios da comunidade lituano-polonesa, bem como uma preferência pelo alemão nos territórios da antiga Prússia Oriental (atual Oblast de Kaliningrado, na Rússia), o que diminuiu o número de falantes do lituano. A subsequente ocupação imperial russa acelerou o processo[carece de fontes?], e implementou uma política de "russificação", que incluiu a proibição de discursos públicos e escritos em lituano (ver, por exemplo, Knygnešiai, as ações tomadas contra a Igreja Católica). Acreditava-se[carece de fontes?] à época que a nação, juntamente com seu idioma, se extinguiria em algumas gerações.
No fim do século XIX, no entanto, um renascimento cultural e linguístico lituano ocorreu[carece de fontes?]. Alguns dos indivíduos[carece de fontes?] falantes do polonês e do bielorrusso que habitavam as terras do antigo Grão-Ducado da Lituânia expressaram suas afiliações com a nação lituana no início do século seguinte, incluindo Michał Pius Römer, Stanisław Narutowicz, Oscar Milosz e Tadeusz Iwanowski. A Lituânia declarou independência depois da Primeira Guerra Mundial, o que ajudou à sua consolidação nacional[carece de fontes?]. Uma língua lituana padrão foi aprovada[carece de fontes?]. A parte oriental do país, no entanto, incluindo a região de Vilnius, foi anexada pela Segunda República Polonesa, enquanto a região de Klaipėda foi conquistada pela Alemanha nazista em 1939. No ano seguinte a Lituânia foi ocupada pela União Soviética, e forçada[carece de fontes?] a juntar-se a ela na forma da República Socialista Soviética Lituana. Os alemães e seus aliados atacaram a URSS em junho de 1941, e durante os próximos três anos o país sofreria[carece de fontes?] com a ocupação alemã. Com o recuo das tropas nazistas em 1944, a Lituânia retornou ao controle soviético; as comunidades lituanas que habitavam o Oblast de Kaliningrado há séculos (a chamada "Lituânia Menor") quase foram destruídas[carece de fontes?] durante o processo.
A nação lituana persistiu então primordialmente[carece de fontes?] na Lituânia e em algumas poucas aldeias no nordeste da Polônia, sul da Letônia, bem como nas comunidades imigrantes que se espalharam pelo mundo. Alguns lituanos ainda vivem na Bielorrússia e no Oblast de Kaliningrado, porém seu número é bem reduzido quando comparado às cifras do passado[carece de fontes?]. A Lituânia reconquistou sua independência em 1990, obtendo o reconhecimento da maior parte[carece de fontes?] dos países no ano seguinte. Tornou-se um membro da União Europeia em 1 de maio de 2004[carece de fontes?].

## Composição étnica da Lituânia
Dentre os Estados Bálticos, a Lituânia tem a população mais homogênea[carece de fontes?]. De acordo com o censo conduzido em 2001[carece de fontes?], 83,45% da população se identificou como sendo etnicamente lituanos, 6,74% como poloneses, 6,31% como russos, 1,23% como bielorrussos e 2,27% como membros de outros grupos étnicos, tais como tártaros, finlandeses, dinamarqueses, judeus, entre outros.
Os poloneses estão concentrados na região de Vilnius[carece de fontes?], área controlada pela Polônia durante o período entreguerras. Comunidades especialmente grandes de poloneses estão localizadas no município-distrito de Vilnius (61,3% da população) e no município-distrito de Šalčininkai (79,5%)[carece de fontes?]. Esta concentração permite que a Ação Eleitoral dos Poloneses da Lituânia, um partido político centrado na minoria étnica polonesa, exerça considerável influência política[carece de fontes?]. O partido teve regularmente um ou dois assentos no parlamento da Lituânia na última década, e tem tido um papel cada vez mais ativo[carece de fontes?] na política local, controlando diversas câmaras municipais.
Os russos, embora sejam quase tão numerosos quanto os poloneses, estão distribuídos de maneira mais esparsa, e não formaram um partido político forte[carece de fontes?]. A comunidade mais destacada vive no município-cidade de Visaginas (52%), e a maior parte deles é formada por trabalhadores (e seus descendentes) que vieram da Rússia para trabalhar na Usina Nuclear de Ignalina[carece de fontes?]. A Lituânia é célebre pelas medidas que tomou visando limitar a migração[carece de fontes?] de trabalhadores russos durante a ocupação soviética (1945—1990). Diversos russos[carece de fontes?] também abandonaram o país depois da declaração de independência, em 1990.
No passado, a composição étnica da Lituânia variou de maneira dramática[carece de fontes?]. A mudança mais significativa[carece de fontes?] foi o extermínio da população judaica durante o Holocausto. Antes da Segunda Guerra Mundial cerca de 7,5% da população era judaica.[carece de fontes?] Os judeus se concentravam nas regiões urbanas, e tiveram uma influência marcante nas artes e no comércio do país; eram chamados de Litvaks, e tinham uma cultura marcante[carece de fontes?]. Cerca de 30% da população de Vilnius, que chegou a ser chamada de "Jerusalém do Norte", era composto por judeus.[carece de fontes?] Quase todos[carece de fontes?] os judeus foram mortos durante a ocupação do país pela Alemanha nazista, ou emigraram posteriormente para os Estados Unidos e Israel. Atualmente existem apenas cerca de 4.000 judeus vivendo no país.[carece de fontes?]

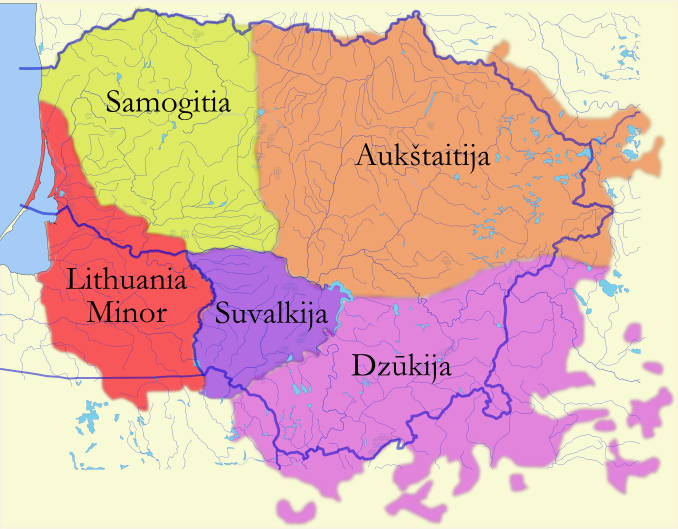
Regiões etnográficas históricas da Lituânia.

### Subgrupos culturais
Além dos diversos grupos religiosos e étnicos que viveram e vivem atualmente na Lituânia, os lituanos costumam dividir a si próprios em cinco grupos diferentes: Žemaičiai, Suvalkiečiai, Aukštaičiai, Dzūkai e Prūsai, dos quais o último está virtualmente extinto. Os moradores das cidades são considerados apenas 'lituanos'[carece de fontes?], especialmente os moradores de grandes centros urbanos, como Vilnius ou Kaunas.
Estes quatro grupos restantes estão delineados[carece de fontes?] de acordo com certas tradições, dialetos e divisões históricas relacionadas às regiões individuais do país. Existem alguns estereótipos[carece de fontes?] que são usados em piadas feitas sobre estes subgrupos; por exemplo, os sudóvios supostamente são frugais, enquanto os samogitas são tidos como teimosos.

## Genética
Desde o período Neolítico os habitantes nativos do território lituano não foram substituídos por algum outro grupo étnico, portanto existe uma grande probabilidade de que os habitantes da Lituânia atual tenham preservado a composição genética de seus antepassados de maneira relativamente intocada pelos principais movimentos demográficos, embora sem ficar, no entanto, isolados deles. A população lituana parece ser relativamente homogênea, sem apresentar diferentes genéticas aparentes entre seus subgrupos étnicos.
Uma análise de 2004[carece de fontes?] do DNA mitocondrial de uma população lituana revelou que os lituanos seriam parentes próximos das populações falantes do fino-úgrico e do indo-europeu do Norte da Europa. A análise do haplogrupo SNP do cromossomo Y mostrou que os povos mais aparentados aos lituanos seriam os letões, estonianos e finlandeses.
O alelo CCR5-D32, que dá resistência à infecção do vírus HIV, está presente em cerca de 16%[carece de fontes?] da população lituana. Sua frequência relativamente alta pode ter surgido como uma resposta a epidemias de varíola ou peste bubônica na região.
Os judeus asquenazitas lituanos também interessaram os geneticistas, já que mostram diversas características genéticas exclusivas; a utilidade destas variações vem sendo discutida. Uma variação, que implica hipercolesterolemia familiar, foi datada até o século XIV, período correpondente à chegada dos primeiros migrantes asquenazitas à região, respondendo ao convite feito por Vytautas, o Grande, em 1388.
No fim do século XIX, a altura média dos homens era de 163,5 cm e das mulheres de 153,3 cm[carece de fontes?]. Ao fim do século XX, as alturas médias eram de 181,3 cm para os homens e 167,5 cm para as mulheres.
Os lituanos e os letões são povos ligados por forte parentesco[carece de fontes?]; ambos, integrantes das Nações Bálticas (que inclui a Estônia, povoada pelos estonianos, que não falam um idioma indo-europeu), têm tradições culturais e idiomas semelhantes, embora independentes.

## Dados estatísticos
População: 3.445.000 (est. 2004)

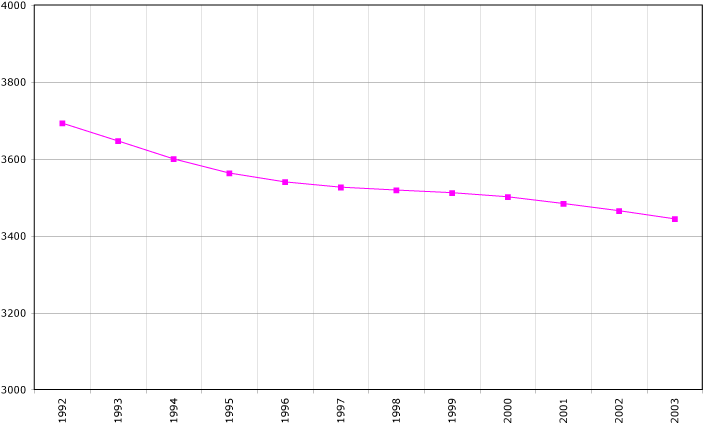
Demografia da Lituânia, Dados da FAO, ano 2005 ; Habitantes em milhares.

Grupos étnicos (Dados do Censo 2001):
Lituanos 83,45%; Polacos (Poloneses) 6,74%, Russos 6,31%,  Bielorrussos 1,23%, outros 2,27%
Pirâmide etária:
0–14 anos: 19% (meninos 357.712; meninas 342.796)
15–64 anos: 67% (homens 1.177.732; mulheres 1.259.682)
65 anos ou mais: 14% (homens 163.470; mulheres 319.364) (est. 2000)
Línguas: Lituana (oficial), Polonesa, Russa
Grau de alfabetização:
Definição: população de 15 anos ou mais que sabe ler e escrever
- Total: 98%

- Homens: 99%
- Mulheres: 98% (est. 1989)